# Sclerocactus blainei
Sclerocactus blainei är en kaktusväxtart som beskrevs av Stanley Larson Welsh och K.H. Thorne. Sclerocactus blainei ingår i släktet Sclerocactus och familjen kaktusväxter. Inga underarter finns listade i Catalogue of Life.